# Michelle Tremelling
Michelle Tremelling, född 7 juni 1969, är en australisk bågskytt. Hon deltog vid olympiska sommarspelen 2000.